# 一重口水罐 (銘·柴庵)

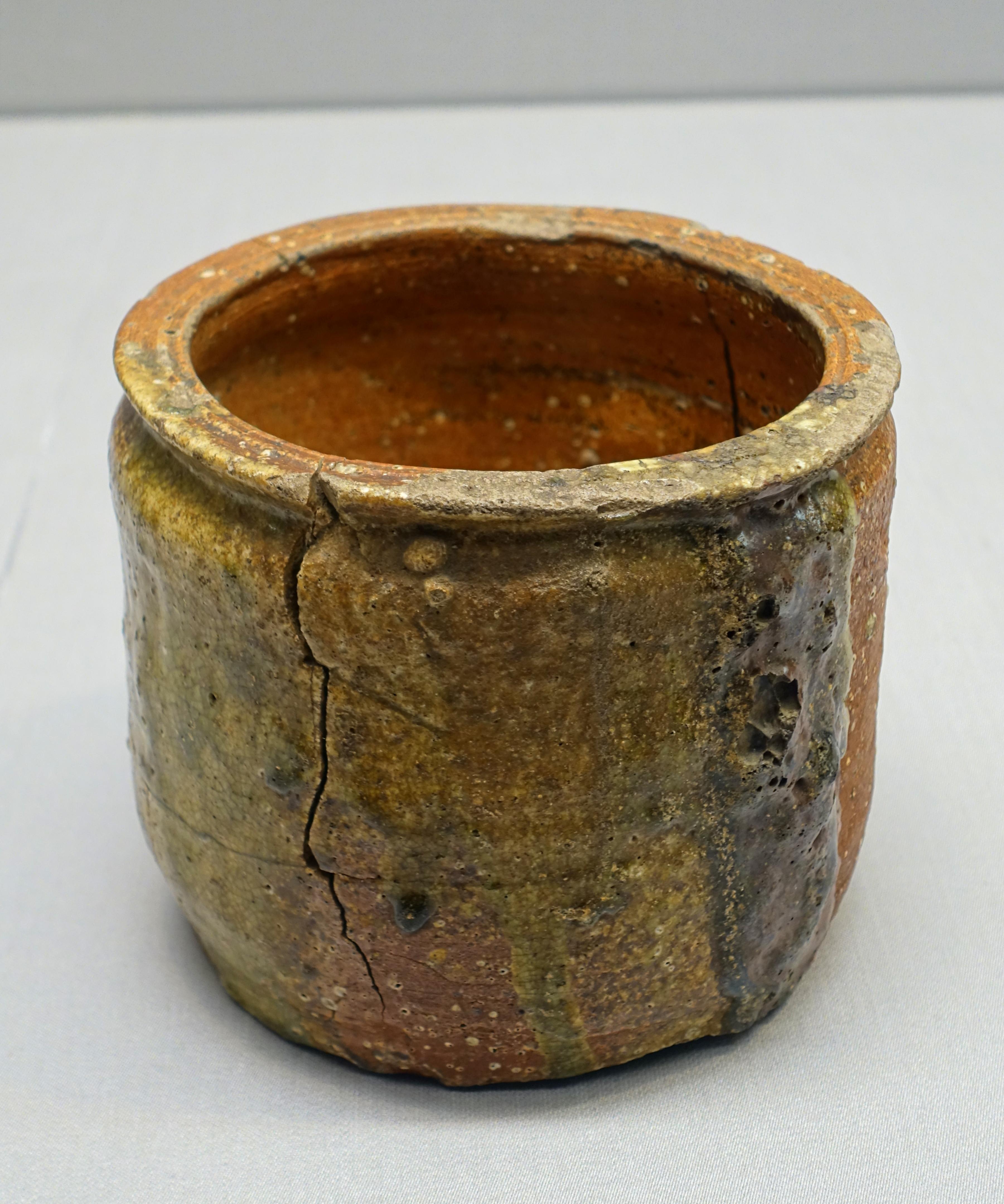
一重口水罐 銘 柴庵（ひとえぐちみずさし めいしばのいおり），桃山時代製作，存於東京國立博物館，日本重要文化財

一重口水罐 (銘·柴庵)（日语：一重口水指 銘 柴庵）收藏於東京國立博物館，屬於日本茶道用具中的水罐，製造於十六世紀的安土桃山時代。此水罐的高 14.7 公分，口徑 17.3 公分，底徑 15.5 公分，被列為日本的重要文化財，為信樂窯的代表作品之一，相傳曾為千利休所持有。

## 材質與外型
一重口水罐呈圓筒形，在口緣部份微微向內收束，切口平整。罐底中央有表千家四代江岑宗左（Konshin Sosa，1619-72）以朱漆所書銘文「柴庵」，存放的箱蓋內側則有表千家七代如心斋宗左（Joshinsai Sosa，1706-51）所書的箱書。
水罐所使用的土質含鐵量較高，且含有較多長石與硅石，為信樂地區所特有。經高溫燒製後，罐身產生較大的縱向裂痕，鐵質轉為氧化鐵的緋紅色，硅石則熔化為粒狀附著於表面；燒窯時的燃灰覆蓋於土胎表面，形成自然的薄釉，且因燃灰厚薄不一，在罐體表面留下濃淡不一的焦痕。

## 來源
此水罐由六大古窯之一的信樂窯所燒製，與名為「楊貴妃」、「腰折」的水罐並稱為「信樂三水指」，相傳由千利休設計、指導製作且持有，為利休信樂的代表作之一。信樂窯位於今日本的滋賀縣信樂町，以侘茶茶具聞名，在高溫燒製時不施釉藥，燒成後長因「窯變」而產生自然浮現的圖樣，具有地方特色的溫暖質樸之感。

## 重要性
早期在茶道中所使用的水罐並非作為茶具製成，而多由農具中的「種壺」（承裝種子的容器）或者盛放裝飾花朵的「花入」等日常用具引入。信樂窯在早期即以農民的生活雜器為主要燒製對象。此件水罐的造型，象徵其很有可能已經脫離日常生活用途，以茶具為目的燒制而成，其外型風格也一改前代的華麗為質樸古拙，可視為室町時代至桃山時代的時代風潮發生巨大變革下的前導作品。